# Александра Лісовська
Александра Лісовська (пол. Aleksandra Lisowska; нар. 12 грудня 1990) — польська легкоатлетка, яка спеціалізується в бігу на довгі дистанції та марафонському бігу.

## Спортивні досягнення
Чемпіонка Європи з марафонського бігу (2022). Бронзова призерка чемпіонату Європи у марафонському бігу в командному заліку (2022).
Учасниця олімпійського марафонського забігу на Іграх-2021, де посіла 35-е місце.
Учасниця чемпіонату світу з напівмарафону (2019), де посіла 59-е місце.
Чемпіонка Польщі у бігу на 10000 метрів (2022), шосейному бігу на 10 кілометрів (2020), напівмарафоні (2019) та марафонському бігу (2020, 2021).